# Saudronne
Pour les articles homonymes, voir Saudronne (homonymie).
La Saudronne est un ruisseau du sud de la France dans le département du Tarn et un affluent direct du Tarn en rive gauche, donc un sous-affluent de la Garonne.

## Géographie
La longueur de son cours d'eau est de 13,6 km, elle prend sa source dans le Massif central dans le département du Tarn près d'Orban, sur la commune de Poulan-Pouzols et se jette dans le Tarn à Lagrave. Son cours est globalement orienté du sud-est vers le nord-ouest et passe sous l'autoroute A68 entre Albi et Toulouse.
Elle se jette dans le Tarn en rive gauche. Son confluent se situe à l'est du confluent du ruisseau homonyme, le ruisseau de Saudronne, à ne pas confondre avec un autre cours d'eau homonyme, le ruisseau de la Saudronne, long de 7,5 km situé sur la rive droite du Tarn.

### Département et communes traversés
À l'intérieur du seul département du Tarn, la Saudronne arrose cinq communes, soit d'amont vers l'aval : Poulan-Pouzols (source), Rouffiac, Aussac, Florentin et Lagrave (confluence avec le Tarn).

## Affluents
Sept ruisseaux affluents contributeurs viennent grossir la Saudronne. Les deux principaux sont :
- le ruisseau du Pont-Neuf, 5,5 km.
Il prend sa source sur la commune d'Orban, traverse Fenols et Aussac et conflue sur la commune de Florentin[3]. Il a lui-même trois affluents contributeurs, dont :
  - le ruisseau de Prat Fumat, 1,2 km, source et confluence sur Orban[4],
  - le ruisseau de Mestr'arnaud, 2,6 km, source sur Orban et confluence sur Fenols[5] ;

- le ruisseau de Brignou, 7 km. Il prend sa source sur la commune d'Orban, traverse Lasgraïsses, Fenols et Aussac et conflue sur la commune de Florentin[6]. 
Parmi ses cinq affluents contributeurs, les deux principaux sont :
  - le ruisseau de Jonquière, 1,7 km, source sur Fenols et confluence sur Aussac[7],
  - le ruisseau de Merdialou, 3,8 km, source sur Lasgraïsses, traverse Cadalen et confluence sur Aussac[8]. 
 Il a cinq affluents contributeurs, dont le ruisseau de la Bouffie, 3,5 km, source sur Lasgraïsses, traverse Cadalen et Fenols et confluence sur Aussac[9].